# Filippo Carandini
Filippo Carandini (* 6. September 1729 in Pesaro; † 28. August 1810 in Modena) war ein italienischer Kardinal der Römischen Kirche.

## Leben
Er war das fünfte von neun Kindern des Marchese Gian Lodovico Carandini und der Gräfin Osanna Magni. Seine Ausbildung begann er in seiner Heimatstadt Pesaro, später studierte er kanonisches und weltliches Recht in Rom, wohin er seinem Vater nach dem Tod der Mutter gefolgt war. 1774 wurde Filippo Carandini Botschafter des Herzogs von Modena, Francesco II. d’Este, beim Heiligen Stuhl. Später berief der Herzog ihn in den Staatsrat von Modena. 1777 wurde er von Papst Pius VI. zum Hausprälaten Seiner Heiligkeit ernannt.
Papst Pius VI. kreierte Carandini im Konsistorium vom 29. Januar 1787 zum Kardinal und ernannte ihn zum Kardinaldiakon von Santa Maria in Portico. Er empfing am 28. Dezember 1787 die niederen Weihen und wurde am 6. Juni 1789 zum Subdiakon geweiht. Am 12. September 1794 wechselte er zur Titeldiakonie Sant’Eustachio. Er nahm am Konklave 1799–1800 teil, das Papst Pius VII. wählte. Carandini war von 1800 bis 1810 Präfekt der Konzilskongregation. Während der französischen Besatzung Roms 1809 war er genötigt, in Tolentino Zuflucht zu suchen, späterhin auch in Modena.
Filippo Carandini starb nach kurzer Krankheit am 28. August 1810 in Modena und wurde in der dortigen Kathedrale beigesetzt.
Sein Neffe war Kardinal Ercole Consalvi, Carandini war ebenfalls verwandt mit Kardinal Antonio Maria Frosini.